# Spinselbladwespen
De spinselbladwespen (Pamphiliidae) zijn een familie uit de orde van de vliesvleugeligen (Hymenoptera). 

## In Nederland waargenomen soorten
- Genus: Acantholyda
  - Acantholyda erythrocephala - staalblauwe spinselbladwesp
  - Acantholyda flaviceps
  - Acantholyda hieroglyphica
  - Acantholyda laricis
  - Acantholyda posticalis
- Genus: Caenolyda
  - Caenolyda reticulata
- Genus: Cephalcia
  - Cephalcia abietis
  - Cephalcia alashanica
  - Cephalcia alpina
  - Cephalcia arvensis
  - Cephalcia erythrogaster
  - Cephalcia lariciphila - lariksspinselbladwesp
- Genus: Neurotoma
  - Neurotoma fausta
  - Neurotoma mandibularis
  - Neurotoma nemoralis
  - Neurotoma saltuum - perespinselbladwesp
- Genus: Pamphilius
  - Pamphilius albopictus
  - Pamphilius alternans
  - Pamphilius aurantiacus
  - Pamphilius balteatus
  - Pamphilius betulae
  - Pamphilius brevicornis
  - Pamphilius festivus
  - Pamphilius fumipennis
  - Pamphilius gyllenhali
  - Pamphilius histrio
  - Pamphilius hortorum
  - Pamphilius ignymontiensis
  - Pamphilius inanitus
  - Pamphilius kontuniemii
  - Pamphilius lethierryi
  - Pamphilius maculosus
  - Pamphilius marginatus
  - Pamphilius pallipes
  - Pamphilius sylvarum
  - Pamphilius sylvaticus
  - Pamphilius vafer
  - Pamphilius varius